# Сельхозтехника (Арзамасский район)

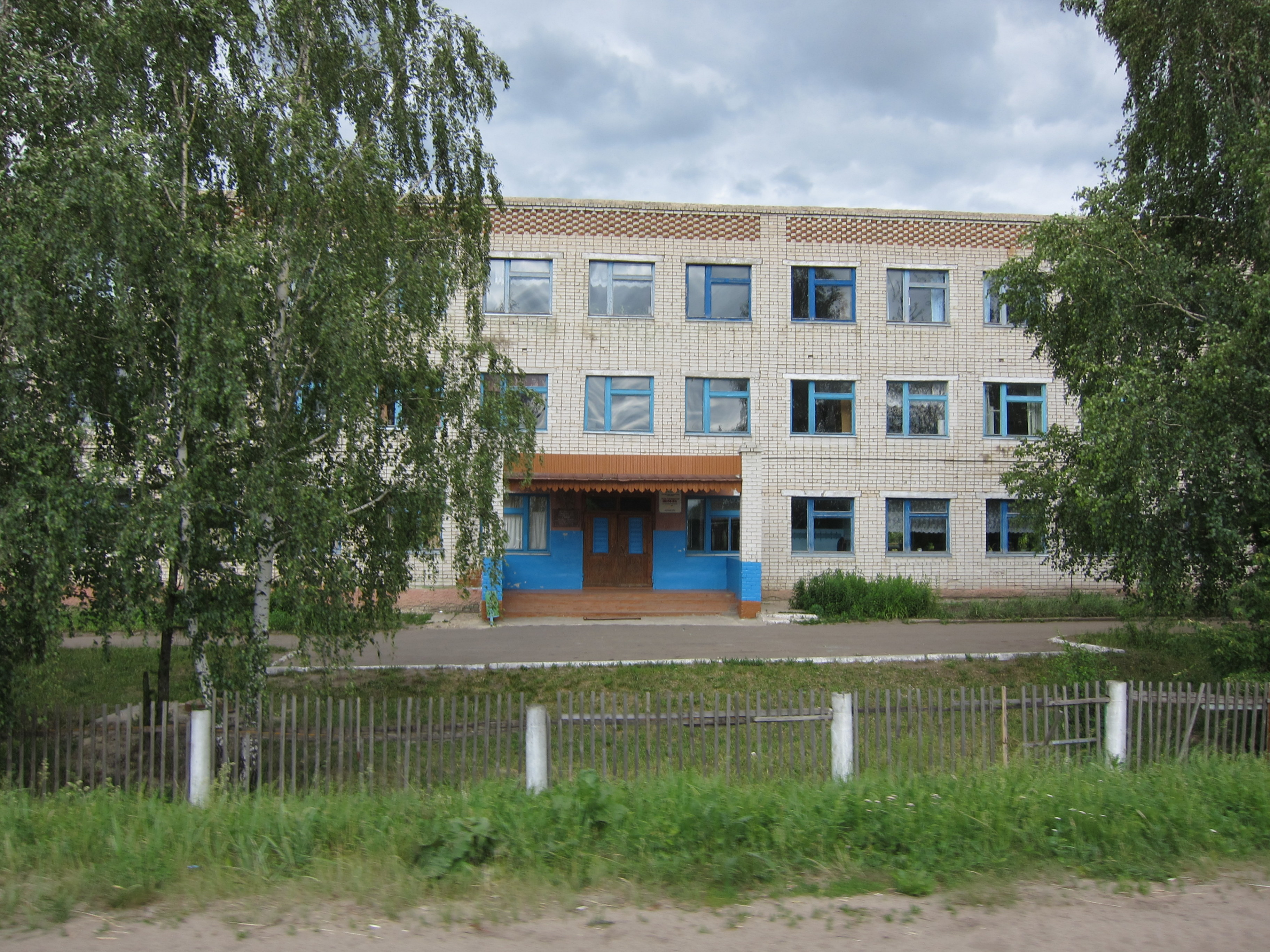
Школа в посёлке Сельхозтехника

Сельхозтехника — посёлок в Арзамасском районе Нижегородской области. Расположен между посёлком Выездное и селом Новый Усад. Расстояние до Выездного — 1,5 км, до районного центра, города Арзамаса, — 3 км. Территория примерно 2 км². Климат устойчивый.
Население — около 1500 человек.
Посёлок был основан в 1954 году при строительстве Арзамасской машинно-тракторной станции. Хотя административно Сельхозтехника является улицей в составе посёлка Выездное, фактически это отдельный населённый пункт с собственной инфраструктурой.

## Экономика
В посёлке есть школа, детский сад, Дом культуры, фельдшерско-акушерский пункт, газовая котельная, баня и независимая от Выездного система водо-, тепло- и газоснабжения.
В советское время большая часть жителей Сельхозтехники работала на местных предприятиях «Арзамассельхозтехника», «Сельхозхимия», «Энергорембыттехника». В настоящее время в посёлке работает ЗАО «Арзамасская сельхозтехника» и ООО «АрзамасАгроПромЭнерго», многие жители работают в Арзамасе.

## Транспорт
Через посёлок проходит маршрут автобуса Арзамас — Новый Усад. Жители посёлка также пользуются городским автобусом Арзамас — Выездное.
Ближайшая железнодорожная станция — Арзамас-1 — расположена в 1,6 км от посёлка.

## Спорт
В 2003 году в посёлке была образована женская команда по мини-футболу «Олимпик-ДДТ». Она успешно выступает на областных и всероссийских соревнованиях, участвует в соревнованиях за границей.